# Aethionema froedinii
Aethionema froedinii är en korsblommig växtart som beskrevs av Karl Heinz Rechinger. Aethionema froedinii ingår i släktet Aethionema och familjen korsblommiga växter. Inga underarter finns listade i Catalogue of Life.